# 伍英才
伍英才（MM，William Poy，1907年5月17日—2002年2月3日），著名华裔加拿大人，前任加拿大总督伍冰枝的父亲。

## 生平
1907年出生在澳大利亚维多利亚州，祖籍广东省台山市四九镇玄潭村水仔口，是一名商人和业余骑师，曾在皇家香港军团（义勇军）担任准下士，並參與香港保衛戰。他在渥太华大学获得了政治科学学位。

## 家族
伍英才的父亲伍耀培19世纪从广东台山移居澳大利亚时，其姓名的最后一个字“培”因东西方姓名顺序差异被误登记为姓氏，其家族也将错就错，以“Poy”为英文姓氏，此等将名误作姓并沿用至后代身上的情况在19世纪到达北美和澳洲的华人中较为常见。
伍英才1934年在香港与客家人林美娥（Ethel Lam）结婚，育有伍卫权和伍冰枝两个子女。